# トロル (トールキン)
トロル（英語: Troll）は、ファンタジー作家J・R・R・トールキンの作品世界中つ国に登場する架空の種族である。

## 概要
トールキンの神話体系（『ホビットの冒険』、『指輪物語』、『シルマリルの物語』）の、特に後代の作品で、初代冥王モルゴスの被造物としてトロルが見られた。
シンダール語での表記は「Torog」。その起源はモルゴスに造られた事以外は不明だが、モルゴスもサウロンも「神秘の火」の力へは到達できなかったため、無から新たな種族を創造することはできない。強力であるが、所詮はエント族を模造したものにすぎない。なお、初期の設定ではゴブリンの魂（または邪念）が込められた大岩であるという説や、トロルを「岩の巨人」というような類別をしていたりするが、『指輪物語』の追補編で「トロルの知性のないことは獣と変わらない。どれほど大きなオークとも似るところがない」とされていたり、『ホビットの冒険』で石の巨人と呼ばれるトロルとは別種と考えられる巨人の描写を見るに、これらの初期の設定は破棄されたものと思しい。
トールキンのトロルは石のトロル、山トロル、洞窟トロル、雪トロルなど様々な種類が存在する。全種に共通することは、どれも巨大で通常の武器が通じないほど堅い皮膚を持ち、優れた武器戦闘術をも備え、肉弾戦では無類の強さを発揮することである。肌色は灰や黒のほか、白や水白色、赤茶などがある。映像作品では、歯や牙（後述のオログ＝ハイ）、頭髪や体毛が種類によって異なる。また、知能の程度や言語能力にも種類の間で差が見られる。オーク語や崩れた西方語が共通語にあたり、習得言語数も種類や個体によって差がある。
『ホビットの冒険』においては太陽光に弱く、浴びると石化するとされた（前述の石のトロルのこと）。「怒りの戦い」において、オーク、竜族、バルログ、巨狼、吸血蝙蝠などその他の多くの闇の怪物の殆どがこの戦いで滅ぼされた。
その後、再び着々と数を増やし、巨大な闇の怪物らが殆ど消え去った第二紀と第三紀においては、闇の勢力に調教・洗脳された兵器として従事させられ、戦力の中核を担った。エテン高地はトロルが多数生息しており、そのためトロルの国が存在するらしく、そこや他の山から降りてきたトロルたちが、エテン高地の南にあるトロルの森と呼ばれる森に多数潜んでいたと言われる。

## オログ＝ハイ
『指輪物語』では、次代冥王サウロンによって生み出された凶暴なトロルの上位種「オログ＝ハイ（Olog-hai）」が登場。その身を鎧兜や巨大な槌鉾・戦槌で武装しており、通常のトロルよりも大型で力も強く俊敏な上、知能や戦闘技能も向上しており、また太陽光を浴びても石化しないなど大幅な強化がなされた。彼らは他のトロルと違い暗黒語のみを話した。
サウロン配下の中でも単純な近接戦闘においては最上位の強さをみせ、兵士というより洗脳された強力な生物兵器として運用され、前線突破や城壁破壊などに投入された。
アラゴルン率いる旅の仲間らとゴンドール・ローハン連合軍を大いに苦しめるも、フロド・バギンズによって「一つの指輪」が破壊され、力の源泉たるサウロンが滅びると、共に滅んだ。
ピーター・ジャクソン監督の映画『ロード・オブ・ザ・リング/王の帰還』では、黒門での最終決戦で、右手に大剣、左手にメイス、全身を鎧兜で完全武装したオログ＝ハイの首領が登場。アラゴルンと対決し彼を窮地へ追い込んだ。映画劇中では明言されないが、このアラゴルンと黒門で対決したオログ＝ハイは「モロク（Mollok）」という名のオログ＝ハイの首領とされており、ゲームなどではこの名称が用いられている。
当初この戦闘シーンは、サウロンが仮初めの実体を作り出しアラゴルンと対決する予定であったが、主人公がフロド（指輪の破壊が最大の目的）であることが薄れるため、このシーンのサウロンは公開版では上記の完全武装したオログ＝ハイに差し替えられた。『王の帰還 スペシャル・エクステンデッド・エディション』の特典映像では、アラゴルンとサウロンが対決する撮影風景や絵コンテが見られる。

## その他
- 自由の民により、第一紀の暗黒軍や中つ国の伝説・噂話に見られる「巨人」と混同されることもある。
- ペレンノール野の合戦にも参戦したとされる「半トロル（Half Troll）」や、「二つ頭のトロル（Two Headed Troll）[3]」などの種族も確認されている。
- 『ホビットの冒険』では、トロルのポケットから物品が盗まれるのを防ぐため、謎の生物「トロル財布（Troll-Purse）」を携帯していた[4]。ビルボ・バギンズがトロルに捕獲される原因となった、この喋る生物については起源もトロルが手に入れた経緯も含めた一切が不明である。